# Saltuarius salebrosus
Saltuarius salebrosus (колючогорлий листохвостий гекон) — вид геконоподібних ящірок родини Carphodactylidae. Ендемік Австралії.

## Поширення і екологія
Колючогорлі листохвості гекони мешкають на південному сході Квінсленду, від плато Блекдаун на південь до Кракова та вглиб країни до ущелини Карнарвон. Вони живуть у тропічних лісах, в ущелинах серед пісковикових скель.